# 杉村昌昭
杉村 昌昭（すぎむら まさあき、1945年4月7日- ）は、日本のフランス文学者、評論家、龍谷大学名誉教授。
フェリックス・ガタリ、アントニオ・ネグリなどを翻訳紹介し、天皇制、グローバリゼーション批判などの論陣を張っている。

## 来歴
静岡県生まれ。1971年名古屋大学文学部仏文科卒、1973年同大学院修士課程修了。大阪女子大学講師、助教授、龍谷大学経営学部教授、2011年名誉教授。

## 著書
- 『漂流する戦後 天皇制市民社会はどこへ行く』インパクト出版会 1988
- 『資本主義と横断性 ポスト戦後への道標』インパクト出版会 1995
- 『分裂共生論 グローバル社会を越えて』人文書院 2005

### 共著
- 『政治から記号まで 思想の発生現場から』フェリックス・ガタリ、粉川哲夫共著、インパクト出版会 2000
- 『いま、「共和制日本」を考える 9条を1条に』堀内哲編、池田浩士、平井玄共著 第三書館 2011
- 『生前退位‐天皇制廃止‐共和制日本へ』堀内哲編、絓秀実、斎藤貴男、下平尾直共著 第三書館 2017

### 翻訳
- ミキス・テオドラキス『抵抗の日記』西村徹共訳 河出書房新社 1975
- ダニエル・ベンセード、カルロス・ロッシ、チャールス・ウドゥリー『燃え上がるポルトガル革命』角山元保共訳 柘植書房 1976
- マジダ・サルマン、セリム・アカウイ『銃口よ敵は見えたか! レバノン内戦記』柘植書房 1977
- J.P.ベルナール『フランス共産党と作家・知識人 1920～30年代の政治と文学』柘植書房 1979
- 『劇場としての社会』訳 ユニテ 1986 叢書「知のパサージュ」
- フェリックス・ガタリ『分子革命 欲望社会のミクロ分析』法政大学出版局・叢書・ウニベルシタス 1988
- フェリックス・ガタリ『三つのエコロジー Andポストメディア社会に向けて「日本講演」』大村書店 1991 のち平凡社ライブラリー
- ピエール・ブルーエ『トロツキー』1-3 毬藻充共監訳 柘植書房 1993-1997
- フェリックス・ガタリ『精神分析と横断性 制度分析の試み』毬藻充共訳 法政大学出版局・叢書・ウニベルシタス 1994
- ジル・ドゥルーズ、フェリックス・ガタリ『政治と精神分析』法政大学出版局・叢書・ウニベルシタス 1994
- フェリックス・ガタリ『精神と記号』法政大学出版局 叢書・ウニベルシタス 1996
- フェリックス・ガタリ『闘走機械』監訳 松籟社 1996
- ルネ・シェレール『ノマドのユートピア』松籟社 1998
- アントニオ・ネグリ『構成的権力 近代のオルタナティブ』斉藤悦則共訳 松籟社 1999
- アントニオ・ネグリ『未来への帰還 ポスト資本主義への道』インパクト出版会 1999
- フェリックス・ガタリ、ジャン・ウリ、フランソワ・トスケル『精神の管理社会をどう超えるか? 制度論的精神療法の現場から』三脇康生、村澤真保呂共編訳 松籟社 2000
- ATTAC編『反グローバリゼーション民衆運動 アタックの挑戦』柘植書房新社 2001
- 『フェリックス・ガタリの思想圏 <横断性>から<カオスモーズ>へ』訳・編 大村書店 2001
- ジャン＝クレ・マルタン『物のまなざし ファン・ゴッホ論』村澤真保呂共訳 大村書店 2001
- スーザン・ジョージ『WTO徹底批判!』作品社 2002
- 『ジョゼ・ボヴェ あるフランス農民の反逆』ポール・アリエス、 クリスチアン・テラス 聞き手 柘植書房新社 2002
- スーザン・ジョージ、マーティン・ウルフ『「徹底討論」グローバリゼーション賛成/反対』作品社 2002
- 『ネグリ生政治的自伝 帰還』作品社 2003
- スーザン・ジョージ『オルター・グローバリゼーション宣言 もうひとつの世界は可能だ!もし…』真田満共訳 作品社 2004
- ジャン＝クロード・リュアノ＝ボルバラン、シルヴァン・アルマン『グローバリゼーションの基礎知識』作品社 2004
- イグナシオ・ラモネ、ラモン・チャオ、ヤセク・ウォズニアク『グローバリゼーション・新自由主義批判事典』村澤真保呂、信友建志共訳 作品社 2006
- フェリックス・ガタリ、アントニオ・ネグリ『自由の新たな空間』世界書院 2007
- クリスチアン・シャヴァニュー、ロナン・パラン編『タックスヘイブン グローバル経済を動かす闇のシステム』作品社 2007
- フェリックス・ガタリ著、ステファヌ・ナドー編註『カフカの夢分析』水声社 2008
- アントニオ・ネグリ『さらば、"近代民主主義" 政治概念のポスト近代革命』作品社 2008
- ATTACフランス編『徹底批判G8サミット その歴史と現在』コリン・コバヤシ共訳 作品社 2008
- アントニオ・ネグリ『野生のアノマリー スピノザにおける力能と権力』信友建志共訳 作品社 2008
- フランソワ・ドス『ドゥルーズとガタリ交差的評伝』河出書房新社 2009
- ジャン＝クレ・マルタン『百人の哲学者百の哲学』信友建志共監訳 村澤真保呂、藤田雄飛、上尾真道訳 河出書房新社 2010
- フィリップ・ピニャール『反資本主義宣言 フランスNPAの挑戦』柘植書房新社 2011
- ジャン＝クレ・マルタン『フェルメールとスピノザ 〈永遠〉の公式』以文社 2011
- マウリツィオ・ラッツァラート『〈借金人間〉製造工場 "負債"の政治経済学』作品社 2012
- フェリックス・ガタリ『精神病院と社会のはざまで 分析的実践と社会的実践の交差路』水声社 2012
- フレデリック・ロルドン『なぜ私たちは、喜んで"資本主義の奴隷"になるのか? 新自由主義社会における欲望と隷属』作品社 2012
- エリック・アザン『パリ大全 パリを創った人々・パリが創った人々』以文社 2013
- フェリックス・ガタリ『人はなぜ記号に従属するのか 新たな世界の可能性を求めて』青土社 2014

## 参考
- 研究者情報
- 『分裂共生論』著者紹介